# Didymosalpinx
Didymosalpinx là một chi thực vật có hoa trong họ Thiến thảo (Rubiaceae).

## Loài
Chi Didymosalpinx gồm các loài: